# Botho Graef

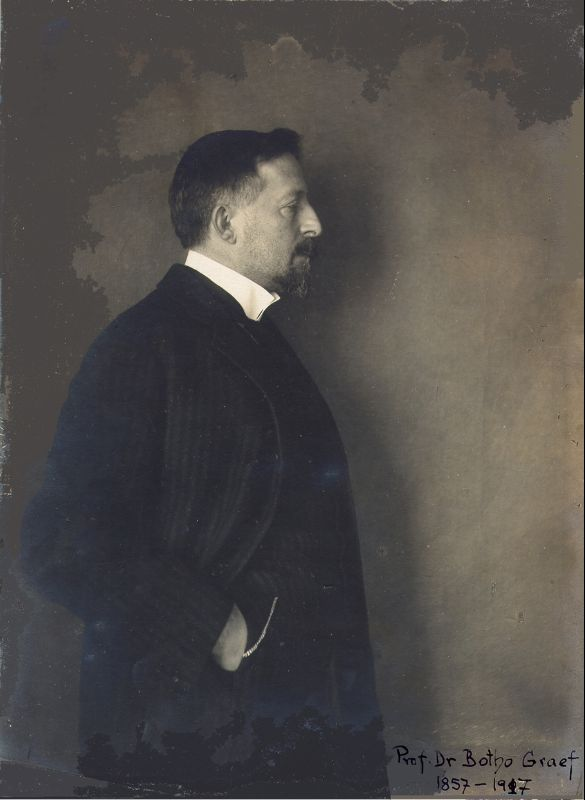
Botho Graef, Fotografie, um 1909

Franz Botho Graef (* 12. Oktober 1857 in Berlin; † 9. April 1917 in Königstein im Taunus) war ein deutscher Klassischer Archäologe und Kunsthistoriker.

## Leben und Werk
Botho Graef entstammte einer Berliner Künstlerfamilie. Sein Vater Gustav Graef war ein bekannter Porträtmaler. Seine Mutter Franziska Graef (1824–1893), die der bedeutenden jüdischen Familie Liebreich entstammte, war ebenfalls Malerin und Lithografin. Graef studierte an der Friedrich-Wilhelms-Universität zu Berlin und der Ernst-Moritz-Arndt-Universität Greifswald klassische Philologie und Klassische Archäologie.
Während seines Studiums nahm er an Ausgrabungs- und Forschungsreisen nach Italien, Griechenland und Kleinasien teil. Durch seine Schwester, die Malerin Sabine Lepsius, hatte er in Berlin Kontakt zum George-Kreis. Auch pflegte er einen Briefwechsel mit Stefan George. 1886 wurde er mit der Dissertation De Bacchi expeditione indica monumentis expressa promoviert. Von 1890 bis 1904 war er Privatdozent an der Friedrich-Wilhelms-Universität.
Von 1904 bis 1917 lehrte Graef als außerordentlicher Professor an der Universität Jena Klassische Archäologie und Kunstgeschichte. Er gehörte dem Bauausschuss der Universität an. Seiner Fürsprache verdanken Universität und Stadt Jena Kunstwerke von Ferdinand Hodler, Henry van de Velde und Auguste Rodin. Er war Mentor des 1903 gegründeten Jenaer Kunstvereins. Als Freund und Förderer ebnete er Künstlern wie Emil Nolde und Ernst Ludwig Kirchner den Weg. Für Nolde richtete er Ausstellungen im Jenaer Kunstverein ein; für Kirchner war Graef ein väterlicher Freund, den er mehrfach porträtierte. Im Jahre 1916 schrieb Graef diverse Gönner an, um eine Heilanstalt für Kirchner zu finanzieren, da er damit rechnete, „dass er vielleicht wie Nietzsche jahrelang in einem hilflosen Zustand leben wird“. Nach dem Tode Graefs suchte Henry van de Velde im „Gedanken“ an ihn den kranken Kirchner in Davos auf. Velde gewann sein Vertrauen und organisierte über das Sanatorium Bellevue dessen Genesung.
Graef starb 1917 an einem Herzschlag in Königstein, einem Kurort, den auch sein Schwager Reinhold Lepsius und Kirchner oft aufsuchten und in dem Letzterer Wandmalereien im Brunnenturm des Sanatoriums von Oskar Kohnstamm schuf. Nach Auffassung seiner Schwester war der Tod des Schwagers Reinhold Auslöser des Herzinfarktes. 1917 stiftete Kirchner dem Jenaer Kunstverein im Andenken an Botho Graef 260 Holzschnitte, Lithographien und Radierungen. Die Botho-Graef-Stiftung wurde zum wertvollsten Bestand der Jenaer Kunstsammlung. Zu den bekannten Studenten Graefs gehörten Karl Gustav Vollmoeller und Walter Dexel.
In Würdigung von Botho Graef und seines Engagements für die moderne Kunst vergibt die Stadt Jena seit 1992 den Botho-Graef-Preis an zeitgenössische Künstler.

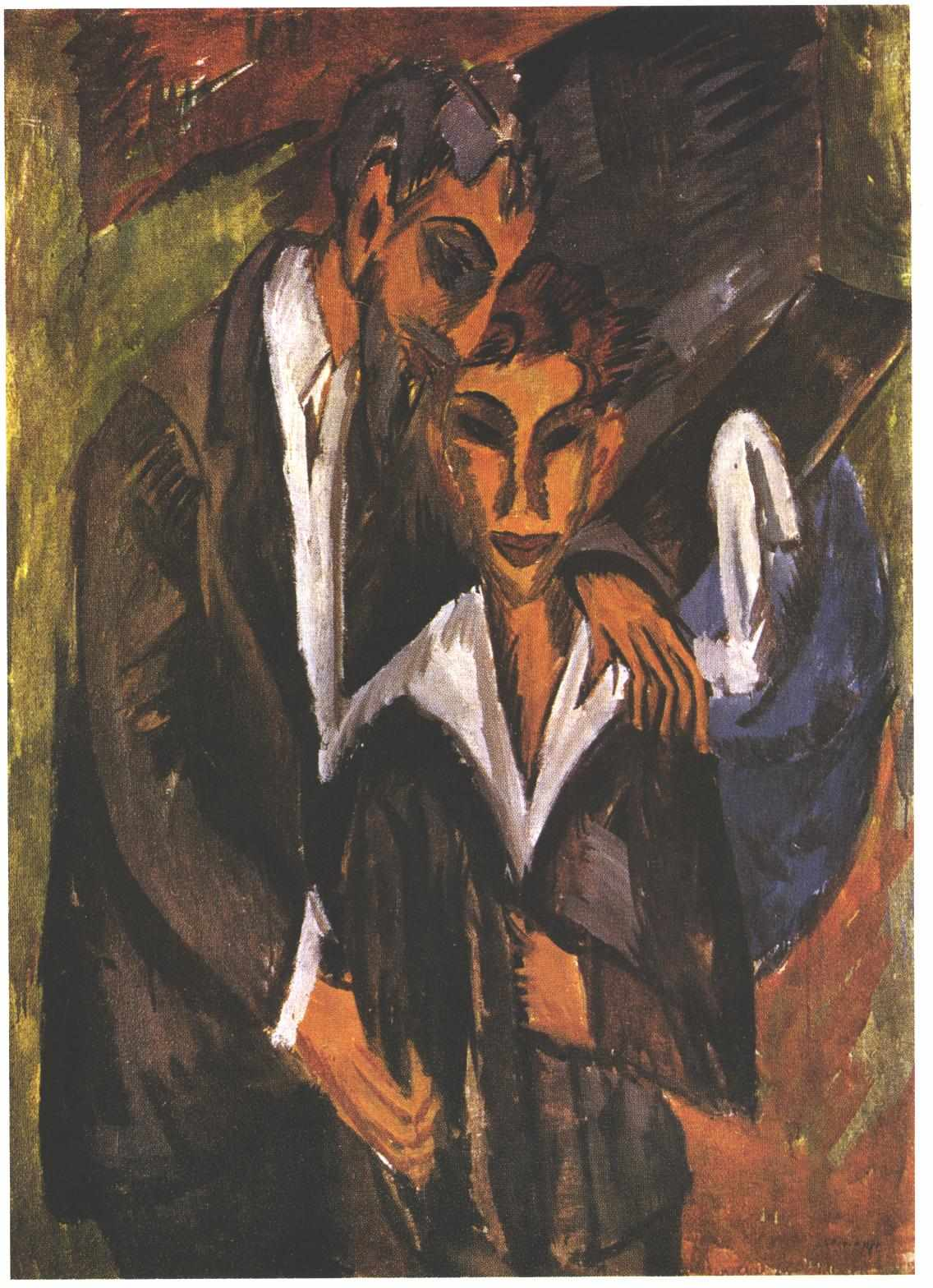
Ernst Ludwig Kirchner: Botho Graef und Johannes Ilmari Auerbach, Öl auf Leinwand, (1914)

## Ausstellungen
- 2017: Es gibt nur ein Programm: Freiheit. Zum 100. Todestag von Botho Graef. Kunstsammlung Jena.

## Schriften
Aufsätze
- Zu den Skulpturen von Olympia. In: Mitteilungen des Deutschen Archäologischen Instituts, Athenische Abteilung. Band 13, 1888, S. 402–407 (Digitalisat).
- Herakles des Skopas und Verwandtes. In: Mitteilungen des Deutschen Archäologischen Instituts, Römische Abteilung. Band 4, 1889, S. 189–226 (Digitalisat)
- Die Gruppe der Tyrannenmörder und stilistisch verwandte Werke in Athen. In: Mitteilungen des Deutschen Archäologischen Instituts, Athenische Abteilung. Band 15, 1890, S. 1–39 (Digitalisat).

Monographien
- Hodlers und Hofmanns Wandbilder in der Universität Jena. Eugen Diederichs, Jena 1910.
- Henry van de Velde In: Der Bücherwurm. Monatsschrift für Bücherfreunde. Verlag der Bücherwurm, Dachau 1913.
- zusammen mit Ernst Langlotz: Die antiken Vasen von der Akropolis zu Athen. Bände 1–2, de Gruyter, Berlin 1925–1933 (posthum).